# Уестминстърска система
Уестминстърската система е демократична парламентарна система на управление по модел на политиката на Обединеното кралство.
Името ѝ произлиза от Уестминстърския дворец, който е седалище на Парламента на Обединеното кралство.